# Na Výšině
Na Výšině je část obce Horní Police v okrese Česká Lípa. V roce 2011 v ní žilo 0 obyvatel a nacházelo se v ní 0 domů.
Část byla zřízena k 19. prosinci 2014, vzhledem k plánované stavbě rodinného domu na místě. Jedná se o lokalitu východně od silnice II/263 ve směru na Valteřice.